# Culinária das Ilhas Faroés

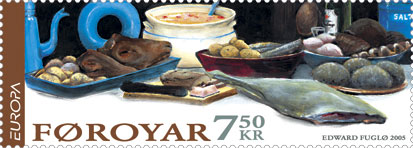
Selo ilustrando a culinária das Ilhas Faroés

A culinária das Ilhas Faroés foi condicionada pela localização geográfica do arquipélago, no meio do Oceano Atlântico, que trouxe consigo uma tradição gastronómica baseada em produtos de origem animal. Os recursos naturais locais consistem de peixe, aves, baleias e focas. O único cereal cultivável é a cevada. Os frutos existem apenas sob a forma de bagas, em escassa quantidade.
Antes da chegada das batatas no século XIX, o nabo e a beterraba eram os únicos legumes consumidos. Todos os restantes bens alimentares tiveram que ser importados. Documentos de encomendas datando de cerca de 1900 mostram a presença de mercadorias como farinha, açúcar, sal, margarina, passas, ameixas, chá, café, grão e especiarias. A comida tradicional das Ilhas Faroés sempre foi simples, mas em celebrações, como por exemplo os casamentos, comia-se em abundância e em ambiente festivo.

## Secagem e salga

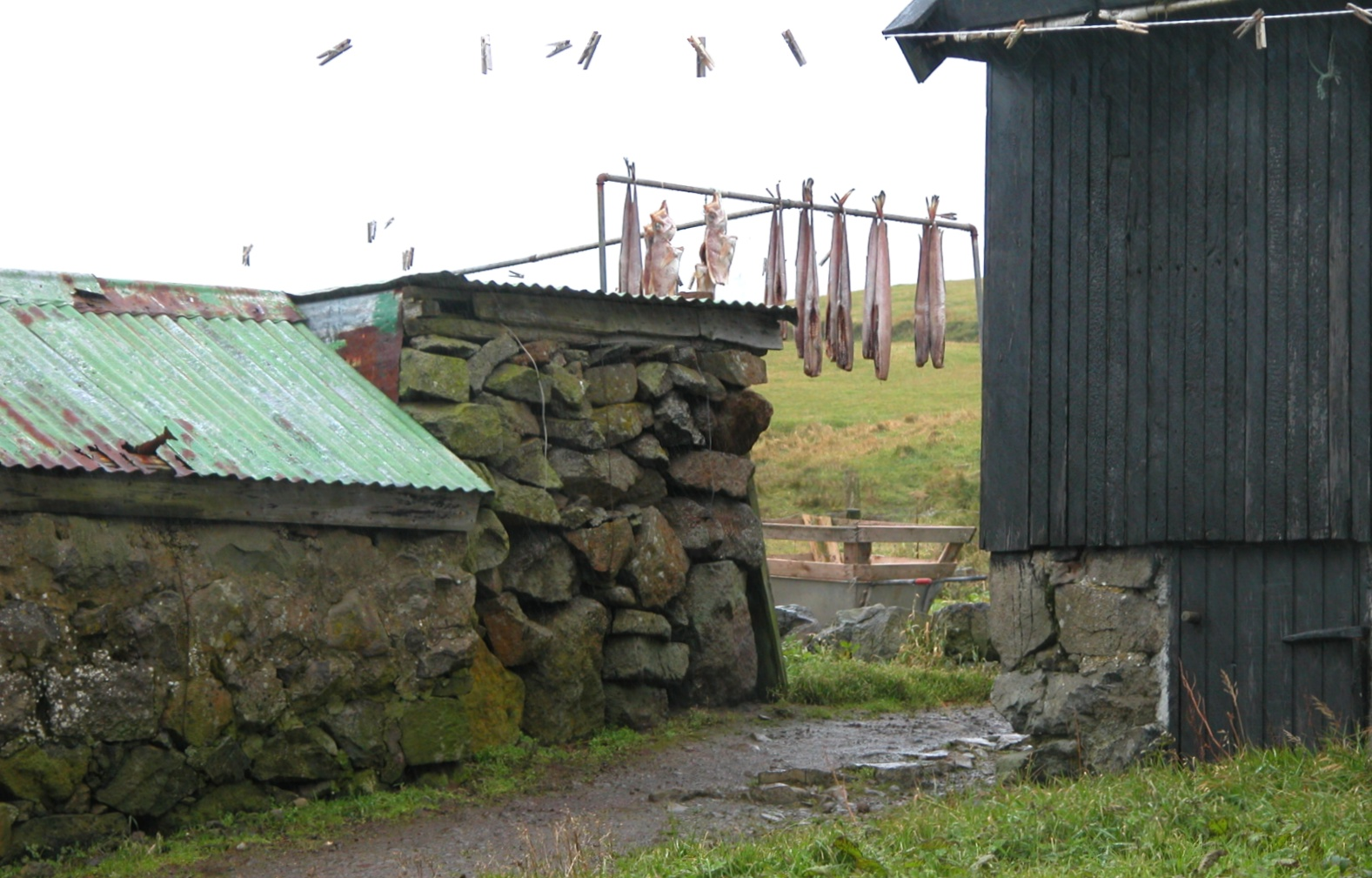
Peixe secando ao vento

Bacalhau salgado a secar do lado de fora da hjallur, a casa de secagem

Carne secando ao vento na fase ræstur

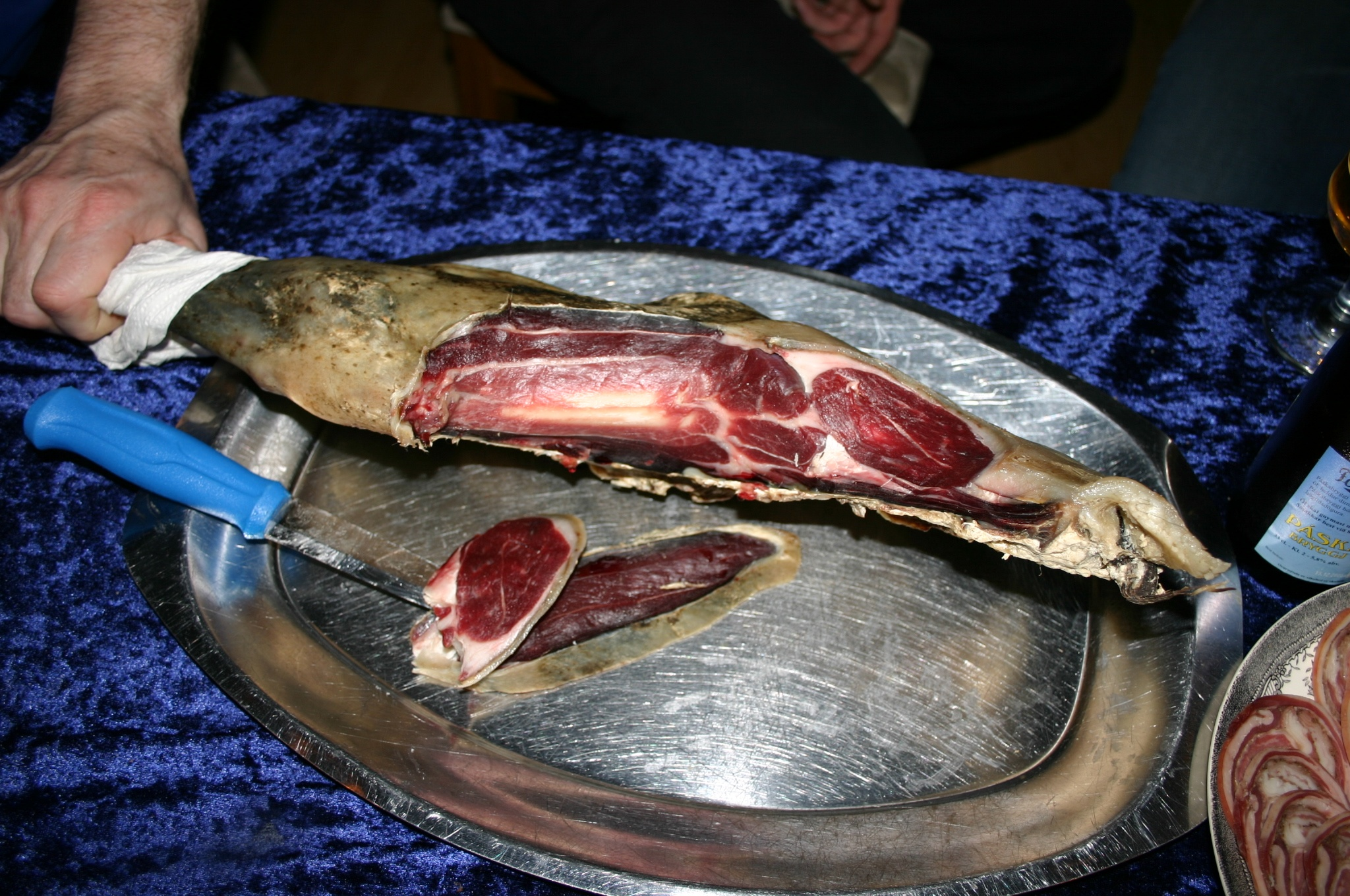
Carne de ovino seca (skerpikjøt))

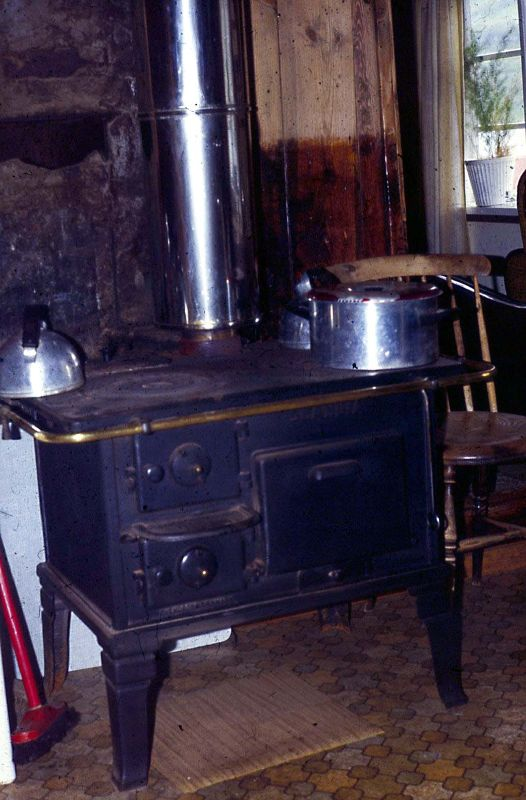
Antiga cozinha faroesa.

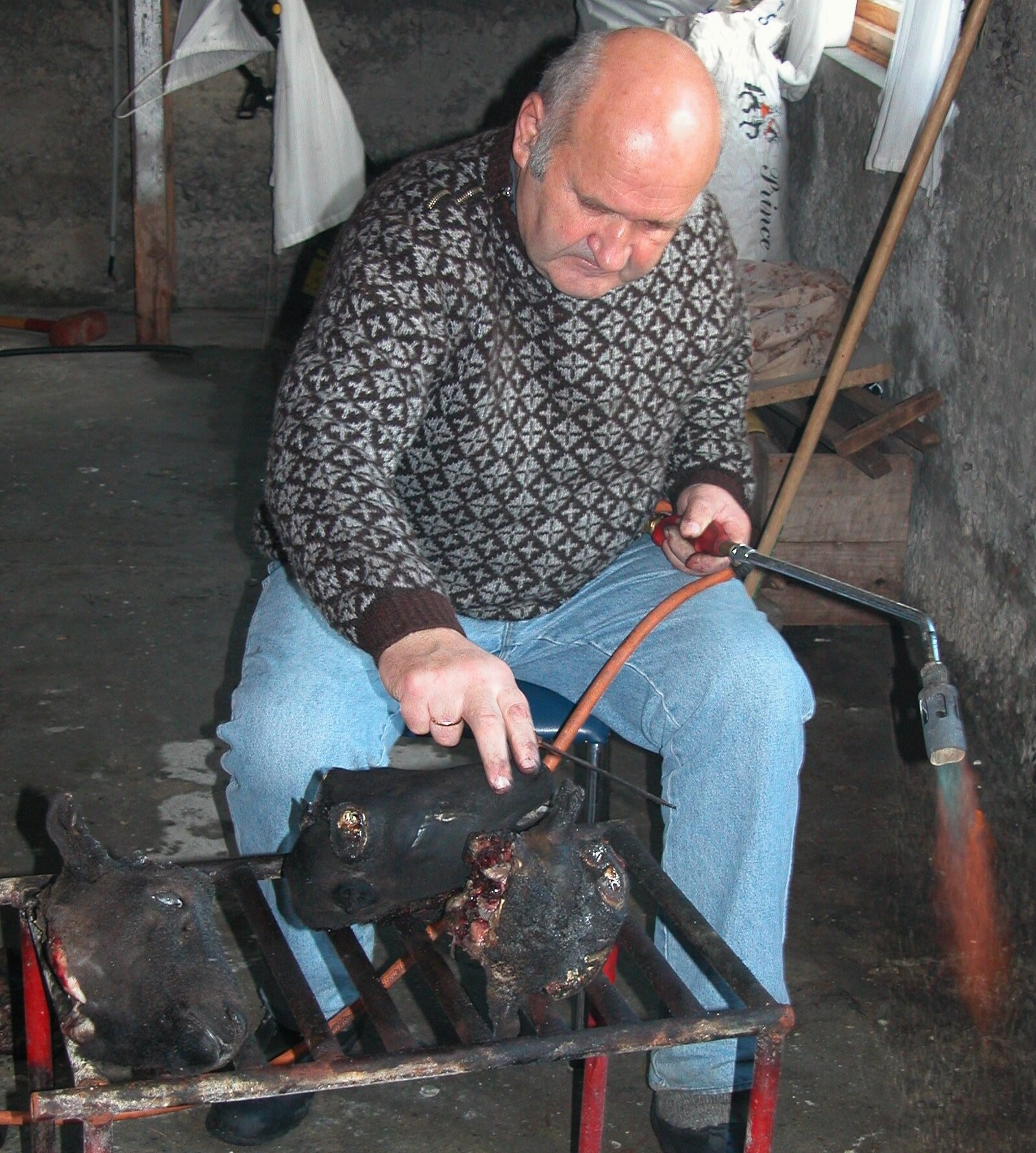
Preparação de cabeças de ovelha.

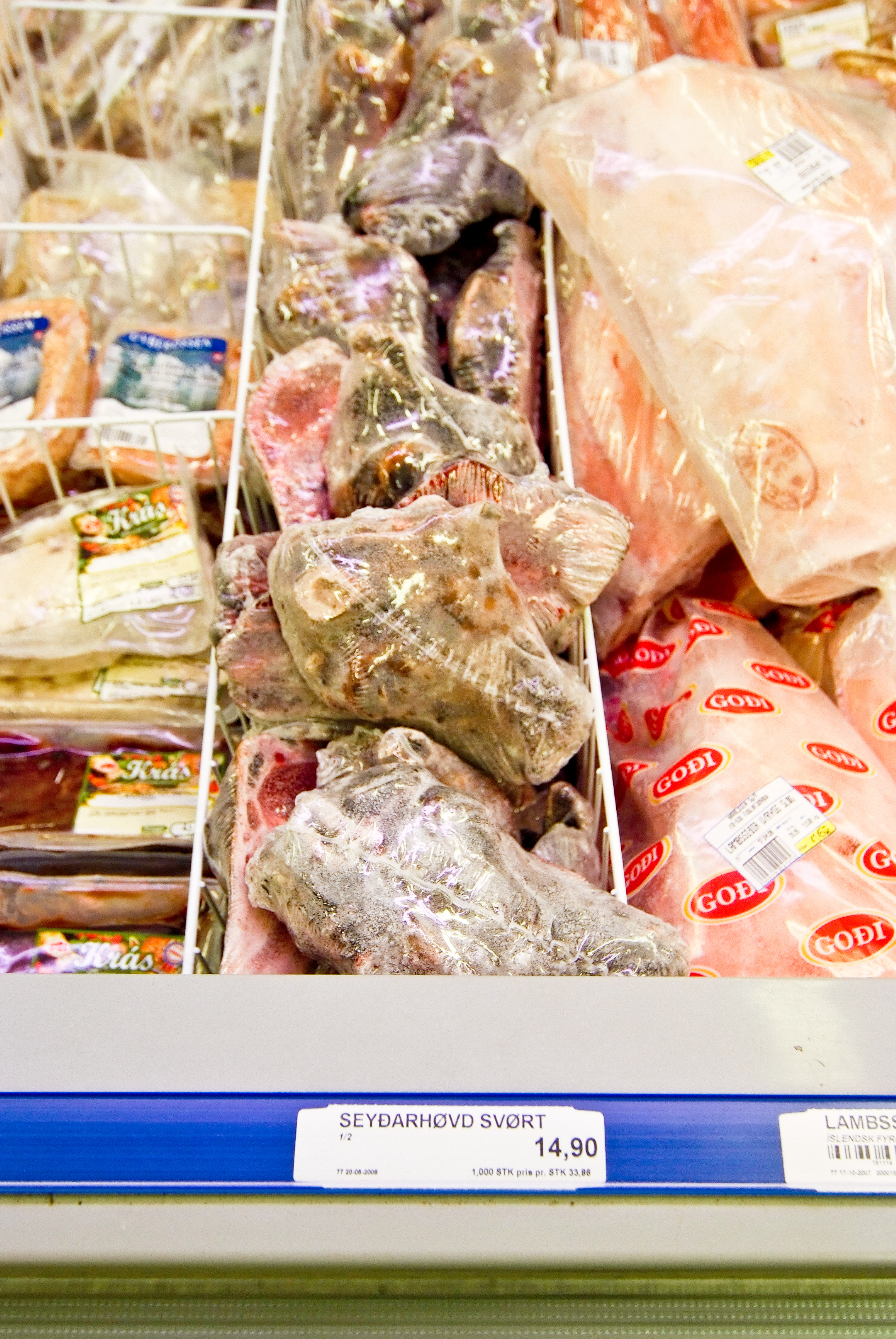
Cabeças de ovelha congeladas.

Desde que há memória, tem sido conservada comida nas Ilhas Faroés através de secagem ao vento e salga. Fumar e azedar alimentos, duas formas de conservar alimentos populares na Islândia, não eram praticadas no arquipélago. O sal tardou a tornar-se um bem relativamente barato e comum, o que constituiu um problema no passado. Um texto de 1673 refere que se queimava sargaço e se utilizavam os restos como sal. Este tipo de sal era conhecido como sal negro, svartasalt.
Tanto o peixe, as carnes de ovelha, de baleia e de foca, como as aves eram secas ao vento. Muitos produtos valiosos como a carne de borrego eram secos ao vento em locais cobertos, mais concretamente em casas exteriores conhecidas como hjallur ou hjeld. Existiam diversos tipos de casas desde género, umas construídas em pedra, outras em madeira e pedra e também apenas em madeira. Estas últimas são as mais conhecidas actualmente. Comum a todas estas casas é a possibilidade do vento soprar através delas, ao mesmo tempo que oferecem protecção contra a chuva. 
O peixe não necessita de secagen interior, por tolerar melhor ficar molhado. Por essa razão, era pendurado a secar ao ar livre, junto à casa hjeld ou do lado de fora da habitação.
O processo de secagem ao vento pode ser dividido em três fases: visnaður, ræstur e turrur. Para a carne de ovinos, usam-se apenas as duas últimas fases. O peixe, a carne de baleia-piloto e as aves podem ser consumidas em todas as três fases. Mas, nas duas primeiras, a carne deve ser cozinhada. Após a terceira fase, a carne encontra-se completamente seca ao vento, podendo ser consumida sem preparação adicional. As três fases alteram a consistência e o sabor das carnes. 
A primeira fase, visnaður, dura alguns dias, sendo um pouco mais rápida no caso do peixe. A passagem pela fase ræstur é mais rápida. No caso de frio súbito durante esta fase, o sabor pode ficar pura e simplesmente arruinado. Se o tempo ficar húmido e quente durante o primeiro período, o processo de fermentação aproximar-se-á da putrefacção, o que poderá originar um sabor demasiado intenso. Este fenómeno pode, assim, trazer variações no sabor de ano para ano, sem que tal acarrete problemas de maior. As moscas constituem um problema bastante maior. Desde o antigamente que se procurou colocar as casas de secagem perto do mar, por aí haver menos moscas. O máximo que se podia fazer no passado era vigiar a carne e o peixe, para tão cedo quanto possível se retirarem e inutilizarem os ovos de mosca.

## Ovinos
Uma parte da carne dos ovinos era naturalmente também consumida fresca, mas tinha-se como regra, na altura da matança, consumir a cabeça, salsichas de sangue, fígado e outras entranhas. A carcaça dos animais era normalmente toda seca, sendo cortada de maneira a que o vento pudesse soprar pelo meio, de forma a secar uniformamente, para poder ser consumida. Uma parte da carne de borrego é consumida entre o outono e o Natal. As pernas e as coxas, conhecidas como kjóv, são secas até à última fase, enquanto as costelas e o pescoço são secos apenas até à segunda fase do processo. As famílias com muita carne podiam deixar todo animal secar até ao Verão. Toda a carne seca podia ser consumida. Algumas famílias salgavam a carne, talvez antes de a pendurarem a secar. Nalguns casos, a carne era também cozinhada, antes de secar. Uma parte das salsichas de sangue era cozinhada na casa de secagem e consumida mais tarde. 
Antigamente, o sangue e o sebo dos animais era colocado numa frigideira ou noutro recipiente, até que a consistência fosse a adequada para serem pendurados a secar. Consumia-se com pão. Uma parte da carne era picada para ser usada em salsichas de carne (conhecidas como kødpølse), sendo também salgada. Alguns pedaços da barriga eram também enrolados como rullepølse, um enchido enrolado, recebendo o nome de fårerullepølse, significando salsicha de ovino enrolada. Tanto as salsichas normais como as enroladas, assim como a primeira costela a partir do pescoço, conhecida como válgari, eram por vezes salgadas e usadas como recheio de sanduíches. Muitas pessoas chegavam a pendurar as salsichas salgadas na lareira, para que pudessem secar e adquirir o gosto do fumo da lareira. O mesmo acontecia com uma outra especialidade conhecida como sperðil, feita com recto e sebo.
Nos dias de hoje, é a Suðuroysperðil, da ilha de Suðuroy, a mais conhecida. Para além do sebo, leva também pedaços de carne. É pendurada a secar e consumida na segunda fase da secagem ao vento, como uma grande especialidade.
Um prato verdadeiramente faroês é o chamado skinsakjøt, confeccionado com carne de ovino, que, após cozinhada, é salgada e pendurada para secar. Normalmente, é enrolado num pedaço de pano com sal e pendurado na casa de secagem durante algum tempo, sendo depois consumido aos poucos. O sal colocado após a cozedura confere a esta carne um sabor especial. A partes laterais com mais gordura eram também aproveitadas para fazer esta iguaria, recebendo neste caso o nome de skinsasíða. Esta era consumida em ocasiões festivas, tais como o Natal e os casamentos.
Entretanto, foi desenvolvido um produto especial, vendido em pequenas embalagens como skinsakjøt, sendo possível encontrá-lo na maior parte das lojas de comida.

## Bovinos
O gado bovino raramente era abatido. Quando o era, havia provavelmente um casamento a justificá-lo. A carne de bovino também podia ser seca ao vento, salgada e picada, para fazer salsichas. Em regra, os vitelos eram abatidos ainda na fase de aleitamento e consumidos como a primeira refeição de leite de vaca, em homenagem de despedida das casas com as quais havia uma relação especial.

## Lacticínios
A criação de gado nas Ilhas Faroés fornecia leite, que era consumido como leite fresco, leite azedo ou coalhada. Porém, a produção de leite, antigamente, não era, em alguns casos, suficiente para a produção de manteiga e queijo em grande escala. Em alguns lugares, quando havia excedente de leite, era possível fazer um pouco de manteiga e produzir um tipo de queijo especial, temperado com cominhos, conhecido em Dinamarquês como færøske ost. Este queijo não era armazenado, mas sim consumido fresco, quase logo após ser produzido. A manteiga e o queijo eram artigos de luxo, sendo apenas consumidos em lares privilegiados.
Nos dias de hoje, existem poucas fábricas modernas de lacticínios no arquipélago que produzam manteiga e queijo. A maior parte dos produtos encontrados nas lojas não é de fabrico faroês, existindo apenas algumas marcas locais de iogurte. 

## Baleias
Aparecem periodicamente baleias nas Ilhas Faroés. As aparições eram raras no século XVIII, mas acabaram por voltar, tendo sido muitas capturadas nos séculos XIX e XX. Naturalmente, a população consumia tanta carne fresca quanto possível, mas a maior parte era salgada e seca ao vento.

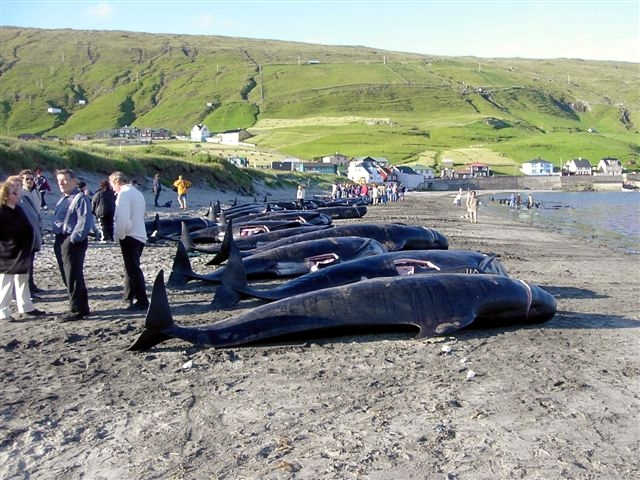
Baleias capturadas em Hvalba, na ilha de Suðuroy

A carne de baleia pode ser salgada ou pendurada a secar ao vento. Pode ser salgada em pedaços pequenos ou grandes. Quando é seca, deve ser cortada em tiras compridas, de espessura adequada, de forma a não ficarem demasiado pesadas. Antes de ser seca, a carne pode ser ligeiramente salgada, para melhorar o sabor. Tal como acontece com a carne de ovino, a carne de baleia também pode ser vítima de ovos de moscas, sendo também necessária vigilância constante, durante a secagem. É, assim, importante que a camada exterior se encontre lisa e seque depressa. A carne de baleia pode ser consumida nas três fases de secagem, sem que seja necessária cozedura adicional. 

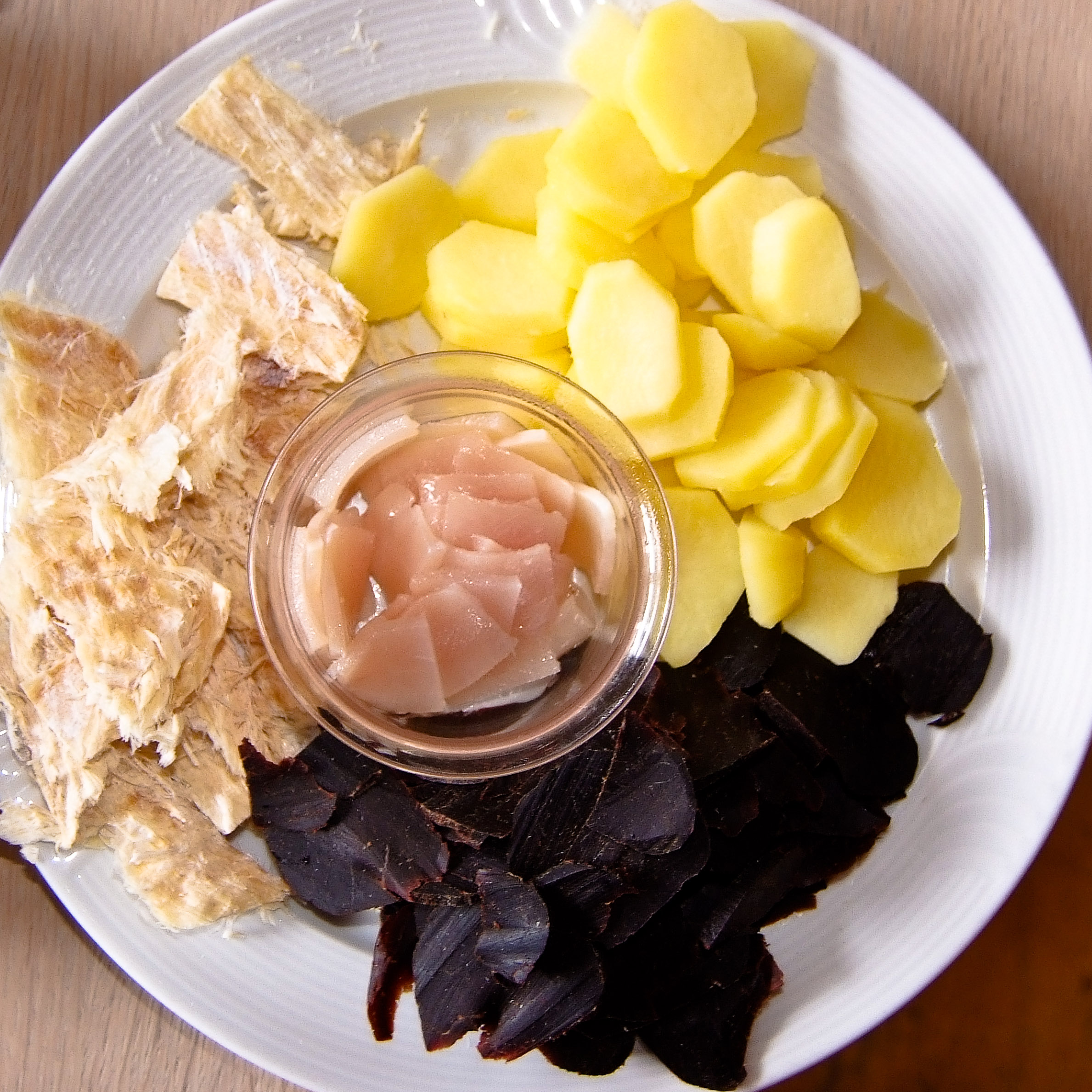
Tvøst og spik, prato com carne de baleia (escura, em baixo), toucinho de baleia (no centro), peixe seco (à esquerda) e batatas.

O toucinho da baleia é também consumido, podendo ser salgado em barril ou seco com sal. No caso da secagem, o toucinho é salgado em caixas ou directamente no chão, sendo em seguida organizado em camadas com sal no meio e em cima. Os pedaços de toucinho que ficam nas camadas interiores duram mais tempo. Os pedaços de toucinho que ficam na última camada têm tendência para se tornarem rançosos, devendo por isso ser descartados.
No caso de pratos cozinhados, o toucinho de baleia pode ser cozinhado normalmente, assim como a carne de baleia. Também pode ser consumido directamente do barril de salga, com carne de baleia seca ou peixe seco, apesar de algumas pessoas preferirem secá-lo durante algum tempo, antes de o consumirem. Neste caso, o toucinho é normalmente envolto num papel de jornal e pendurado a secar numa sala seca, ficando com um aspecto vítreo e sendo consumido como carne fria.
Em 1997, a Comissão para os Mamíferos Marinhos do Atlântico Norte, sediada em Tromsø, na Noruega, concluiu que a captura de baleias nas Ilhas Faroés era sustentável.

## Focas
As focas não são tão comuns como as baleias hoje em dia, mas, antigamente, a sua carne era também seca ao vento e salgada. O toucinho de foca era também utilizado, mas num âmbito bastante menor que o da baleia.

## Aves

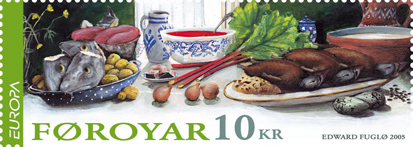
Selo ilustrando papagaios-do-mar e outras iguarias.

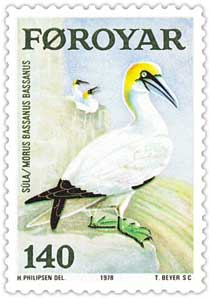
Selo mostrando um ganso-patola.

A maior parte das aves das Ilhas Faroés encontra-se na costa, onde existem as chamadas montanhas das aves, ou, em Dinamarquês, fuglebjergene. As aves mais comuns são os papagaios-do-mar, os airos, as tordas-mergulheiras, os gansos-patolas e os fulmares. 
As aves locais eram preferencialmente consumidas frescas. Porém, como não era possível consumi-las todas no Verão e era necessário preservá-las até ao Inverno, algumas eram salgadas. Na ilha de Mykines, os gansos-patolas de grandes dimensões eram também secos ao vento e consumidos no desjejum. 
Os fulmares chegaram ao arquipélago no início do século XIX, vindos da região do Árctico. Ao contrário de outras aves, eram capturados também durante o Inverno. Na povoação de Gásadalur, eram secos ao vento e consumidos nas três fases de secagem, possuindo um sabor muito característico.
Nas povoações com maior abundância de aves, estas eram exportadas para outras povoações com maior escassez, onde seriam salgadas. 
Em Agosto, são capturadas as crias de fulmares, conhecidas localmente como nátar. Nessa altura, encontram-se tão gordas que não conseguem levantar voo e são facilmente capturadas com a ajuda de uma rede e de um barco. Antigamente, estas crias eram salgadas, mas actualmente são normalmente assadas frescas.
O papagaio-do-mar recheado, designado localmente como fyltur lundi, é uma das mais conhecidas iguarias confeccionadas com esta ave.

## Refeições
Tradicionalmente, existiam as seguintes refeições nas Ilhas Faroés:
- ábit - a primeira refeição da manhã, frugal, consistindo num pouco de sopa, de pão ou leite.
- morgunmatur - a maior refeição da manhã, tomada por volta das 10 da manhã, podendo consistir de carne salgada ou peixe seco, com um pouco de pão.
- almoço - tomado por volta das 14 horas, podendo consistir de carne de baleia-piloto, aves ou peixe. Estas iguarias podiam ser frescas, salgadas ou secas, acompanhadas por batatas.
- millumáli - refeição do meio da tarde, tomada por volta das 17 horas, consistindo de café ou chá, com bolo ou pão.
- nátturði - a ceia servia antes do deitar, podendo consistir de sopa, normalmente grossa, acompanhada por toucinho ou peixe seco.